# Ramsayornis modestus
El mielero modesto (Ramsayornis modestus) es una especie de ave paseriforme de la familia Meliphagidae propia de Australia y Nueva Guinea.

## Distribución
Es una especie de ave que se encuentra en el noreste de Australia y el sur de Nueva Guinea.